# مارینا نوهالز
مارینا نوهالز (انگلیسی: Marina Nohalez؛ زادهٔ ۵ ژوئیهٔ ۱۹۷۴) بازیکن فوتبال اهل اسپانیا است.

وی همچنین در تیم ملی فوتبال زنان اسپانیا بازی کرده‌است.